# Aya Girard de Langlade Mpali
Aya Girard de Langlade Mpali (née le 24 juin 2004) est une nageuse gabonaise. Elle participe aux Jeux olympiques d'été de 2020 sur le 50 mètres nage libre ; son frère représente lui aussi le Gabon en natation.

## Biographie

### Enfance et éducation
Aya Girard de Langlade Mpali naît le 24 juin 2004 et a un frère, Adam Girard de Langlade Mpali (en). Elle commence la natation à l'âge de 4 ans, ce qui, selon elle, la distingue dans la compétition nationale mais pas en dehors du Gabon.

### Carrière
Aya et son frère participent aux Jeux africains de 2019 et aux Championnats du monde de natation 2019, où elle ne passe pas les séries.
Elle est porte-drapeau du Gabon aux Jeux olympiques d'été de 2020. Elle est l'une des premières femmes à se qualifier pour les Jeux aux Championnats du monde en 2019 au titre du principe d'universalité.
Pendant la pandémie de COVID-19, elle s'entraîne dans une piscine de 20 mètres plutôt qu'une piscine olympique, et affirme n'avoir aucune chance de passer les séries aux Jeux. Elle dit plutôt viser une bonne performance pour les Jeux olympiques d'été de 2024, espérant pouvoir s'entraîner à l'étranger d'ici là.
Elle participe au 50 mètres nage libre féminin et finit 77e, éliminée en séries comme elle l'a prévu.